# Stefan Profic
Stefan Profic (ur. 10 grudnia 1892 w Sułkowicach, zm. 19 marca 1992 w Krakowie) – polski organista, kompozytor i dyrygent.

## Życiorys
Urodził się w rodzinie rzemieślniczej, wykazując od wczesnej młodości talent muzyczny. Kształcił się w Konserwatorium Muzycznym w Krakowie (1909 r.) pod kierunkiem prof. Władysława Żeleńskiego, rozwijał swoje zdolności jako organista, kompozytor i dyrygent. W maju 1927 odbył się konkurs na stanowisko organisty Bazyliki Mariackiej po śmierci ówczesnego organisty Stanisława Napieralskiego. Do konkursu zgłosiło się 10 kandydatów. Komisja konkursowa uznała, że Stefan Profic wykazuje największe predyspozycje na stanowisko organisty w Kościele Mariackim. Z dniem 1 lipca 1927  Stefan Profic objął stanowisko organisty i chórmistrza w Kościele Mariackim. Odtąd, przez 50 lat, pełnił te funkcje z właściwą swojej osobie sumiennością. Lata, w których przyszło mu pracować z chórem „HASŁO”, były latami trudnymi dla Polski i Krakowa. 
II wojna światowa oraz okres walki realnego socjalizmu z kościołem katolickim w Polsce Ludowej (1950-56) wymagały dużego poświęcenia, patriotyzmu i często narażania życia.
Dzięki jego poświęceniu Towarzystwo Śpiewackie „HASŁO” pod kierownictwem Stefana Profica nie uległo upadkowi, a wręcz przeciwnie nastąpiła spoistość muzyczna i organizacyjna. 
Za swoją sumienną pracę i oddanie dla Kościoła Najświętszej Marii Panny na wniosek ówczesnego proboszcza 
Ks. Infułata Ferdynanda Machaya został odznaczony w roku 1963 przez papieża Jana XXIII Krzyżem Pro Ecclesia et Pontyfice. Został pochowany na cmentarzu Rakowickim. 
Zostawił po sobie ogromny dorobek kompozytorski. Jego kompozycje są wykonywane zarówno przez chór „HASŁO” jak też i inne chóry. W swoim ostatnim wystąpieniu (13 marca 1977 r.) mówił: „Jako dyrygent zawsze kierowałem się tylko tą myślą, aby Towarzystwo było na odpowiednim poziomie, aby się szanowało i było przez innych szanowane. Tej idei pozostaję wierny do dziś.”